# Lasiopa krkensis
Lasiopa krkensis är en tvåvingeart som beskrevs av Lindner 1938. Lasiopa krkensis ingår i släktet Lasiopa och familjen vapenflugor. Inga underarter finns listade i Catalogue of Life.